# Wuwei

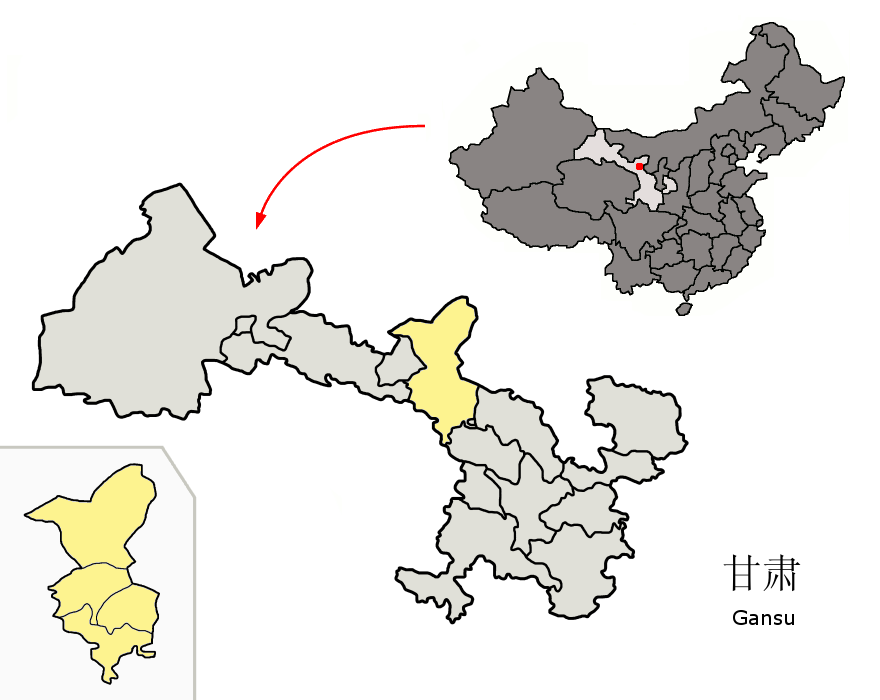
Localização de Wuwei na Província de Gansu.

Wuwei (em chinês 武威; pinyin: Wŭwēi; lit.: 'destreza marcial') é uma cidade-prefeitura da República Popular da China, localizada na província de Gansu. Ao norte, a cidade faz fronteira com a Mongólia Interior, no sudoeste, com a província de Chingai. Está localizada no centro entre as cidades de Lanzhou, Xining e Yinchuan, fazendo da cidade um importante centro comercial e de transporte. Está posicionada no decorrer do Corredor de Hexi, a única rota da china central para o oeste do país e para a Ásia Central. Nos dias de hoje, diversas linhas ferrovíarias e de transporte passam por Wuwei. 